# 第15偵察隊
第15偵察隊（だいじゅうごていさつたい、JGSDF 15th Reconnaissance Unit）は、陸上自衛隊那覇駐屯地（沖縄県那覇市）に駐屯する第15旅団隷下の機甲科部隊である。

## 概要
隊長は2等陸佐が充てられ、第15旅団の行動に必要な情報を偵察警戒車、軽装甲機動車や偵察用オートバイなどの車両や各種偵察用器材を使用して情報収集する任務にあたる。
第15旅団では、戦車や16式機動戦闘車の配備がないため、当隊の所有する87式偵察警戒車が旅団最大の機甲火力となる。

## 沿革
- 2010年（平成22年）3月26日：第1混成団の第15旅団への改編に伴い、第15偵察隊が那覇駐屯地に新編。

## 部隊編成
- 第15偵察隊本部
- 本部付隊
- 偵察小隊
- 斥候派遣隊

装備車両の部隊表示は、全て「15偵」

## 整備支援部隊
- 第15後方支援隊整備中隊偵察直接支援小隊「15後支-整」（那覇駐屯地）：2010年（平成22年）3月26日から

## 主要装備
- 87式偵察警戒車
- 82式指揮通信車
- 軽装甲機動車
- 偵察用オートバイ
- 85式地上レーダー装置 JTPS-P11
- 1/2tトラック / 73式小型トラック
- 1 1/2tトラック / 73式中型トラック
- 3 1/2tトラック / 73式大型トラック